# A Discourse on the Love of Our Country
Un Discours sur l'amour de notre pays est un discours et un pamphlet prononcé par Richard Price en Angleterre en 1789, en soutien à la Révolution française, l'assimilant à la Glorieuse Révolution un siècle plus tôt en Angleterre. Ce pamphlet est à l'origine de la "controverse sur la Révolution", une vive dispute entre partisans de la Révolution Française, comme Thomas Paine, et contre-révolutionnaires, comme Edmund Burke.

## Résumé
En 1789, le philosophe moral et ministre de l'opposition Richard Price observe la Révolution Française, et voit en elle l'accomplissement d'une prophétie, dans le cadre de sa croyance millénariste. Pour partager son impression, il écrit un discours qu'il prononcé devant la Revolution Society le 4 novembre de la même année. La Revolution Society a été créée pour soutenir le renversement du roi Jacques II un siècle plus tôt, la « Glorieuse Révolution », et célébrait à cette date l'anniversaire de Guillaume III, qui l'avait remplacé. Price compare la Révolution Française à cet événement, tout comme il avait auparavant défendu la Révolution américaine.
Il commence par affirmer qu'il croit au patriotisme, à l'amour de son propre pays. Dans la mesure où la Révolution renversait du tout au tout le gouvernement français, et donc qu'elle est perçue  comme un exemple dangereux par la classe politique anglaise, il s’agit d’une distinction importante. Mais Price explique qu'un pays ne se réduit pas nécessairement à ses dirigeants, ni même à sa géographie, mais à ses principes et aux personnes qui s'y identifient, et que l'amour du pays est un amour pour sa communauté et ses idéaux. Il est selon lui de notre devoir d'aimer notre pays uniquement de cette façon.
Il note également qu'il ne s'agit pas pour lui de se sentir obligé de croire en une idée irréaliste de la supériorité ou de la légitimité d'une nation. La santé ou la grandeur d'une nation dépend plutôt de son respect de principes élevés.
Il affirme également que ce patriotisme obligatoire n’est pas une volonté de dominer, voire de conquérir, d’autres pays.
Price continue ensuite en établissant les bases du droit de renverser un État répressif. Il affirme qu'il est un devoir patriotique d'éclairer ses compatriotes, qui autrement semblent disposés à  souffrir un régime répressif.
La liberté est une grande bénédiction, qu'il faut défendre avec un zèle patriotique, elle est essentielle à la prospérité de toute nation, et il faut la défendre à la fois contre l’agression extérieure et l’oppression intérieure. Il déclare que « si vous aimez votre pays, vous ne ferez jamais d'excès de zèle en y défendant la cause de la liberté».

## Les droits naturels
Price établit également la teneur fondamentale de toute la controverse sur la révolution, identifiant les droits naturels aux droits fondamentaux du patriotisme, énumérant les trois essentiels selon lui : 
- D'abord : Le droit à la liberté de conscience en matière religieuse.
- Deuxièmement; Le droit de résister au pouvoir en cas d’abus.
- Troisièmement; Le droit de choisir ses dirigeants, de les révoquer en cas de mauvaise conduite, et le droit de former un gouvernement.

La Glorieuse Révolution, dit-il, a été fondée sur ces trois principes (la Déclaration anglaise des droits est issue de cet événement), et sans eux, elle n'aurait pas été légitime, et en serait restée au stade de la simple rébellion.

Il continue, la plupart du temps implicitement, à associer les révolutions française et américaine, et à les célébrer. Comme dans le reste de son récit, il use, et abuse, de la terminologie religieuse, particulièrement dans sa conclusion, disant de cette période de révolution :
Quelle période mouvementée ! Je suis reconnaissant d'avoir vécu jusque là; et je pourrais presque dire : Seigneur, laisse maintenant ton serviteur partir en paix, car mes yeux ont vu ton salut. J'ai vécu pour voir la diffusion du savoir, qui a fait disparaître la superstition et l'erreur ; j'ai vécu pour voir les droits de l'homme mieux compris que jamais ; et des nations réclamant la liberté, alors qu'elles semblaient en avoir perdu l'idée. — J'ai vécu pour voir trente millions de personnes, indignées et résolues, méprisant l'esclavage et réclamant la liberté d'une voix résolue ; leur roi porté en triomphe, et un monarque arbitraire se rendant devant ses sujets. — Après avoir partagé les bienfaits d'une Révolution, j'ai pu être témoin de deux autres Révolutions, toutes deux glorieuses. — Et maintenant, il me semble, je vois l’ardeur pour la liberté s'enflammer et se répandre ; une amélioration générale commençant dans les affaires humaines ; la domination des rois a changé pour la domination des lois, et la domination des prêtres a cédé la place à la domination de la raison et de la conscience.

## Conséquences
Ce discours a été rapidement repris par des pamphlétaires, imprimés à Londres et à Boston, suscitant des réponses à la fois de la part des partisans, comme Thomas Paine, et des critiques, le plus connu étant Edmund Burke, dans une vague de débats connus sous le nom de "Revolution Controversy".
Edmund Burke critique les idées de Price et défend la constitution britannique, dans son pamphlet, Réflexions sur la Révolution en France.
William Coxe s'oppose à l'idée selon laquelle le pays est constitué de principes et de personnes, et non de l'État lui-même.
À l’inverse, deux essais marquants de l’histoire politique européenne sont écrits en faveur de Price. Il s'agit des Rights of Man de Thomas Paine et de la Vindication of the Rights of Men de Mary Wollstonecraft, suivi de ce qui est parfois décrit comme le premier texte féministe, A Vindication of the Rights of Woman . En 1792, Christopher Wyvill publia Défense du Dr Price et des réformateurs d'Angleterre, un plaidoyer en faveur de la réforme.
Cet échange d'idées a été décrit comme « l'un des grands débats politiques de l'histoire britannique ». Même en France, les avis sont partagés dans le débat, les participants anglais s'opposant généralement aux moyens violents que la Révolution emploie pour se maintenir.

## Sources
1. 1 2 3  Thomas Paine Versus Edmund Burke
2. ↑  Richard Price, A Discourse on the Love of Our Country
3. ↑  J. C. D. Clark, English Society: 1660–1832; Religion, Ideology and Politics During the Ancient Regime, Cambridge University Press, 2000 (ISBN 978-0-521-66627-5, lire en ligne), p. 233
4. ↑  Graham, pp. 297–98.
5. ↑  Ian Crowe, An Imaginative Whig: Reassessing the Life and Thought of Edmund Burke, University of Missouri Press, 2005 (ISBN 978-0-8262-6419-0, lire en ligne), p. 93
6. ↑  On the French reception of Price's Discourse and the Revolution Society, see Rémy Duthille, Du Bon Usage des commémorations: histoire, mémoire, identité, XVIe – XVIIIe siècles, Rennes, Presses Universitaires de Rennes, 2010, 107–120 p. (lire en ligne), « 1688–1789. Au carrefour des révolutions : les célébrations de la révolution anglaise de 1688 en Grande-Bretagne après 1789 »